# Marcus Wyatt
Marcus Kieran Wyatt, född 14 december 1991 i Honiton, är en brittisk skeletonåkare.

## Karriär
Vid EM 2025 i Lillehammer tog Wyatt silver i herrarnas tävling.